# Erwin van de Looi
Erwin van de Looi (Huissen, 25 febbraio 1972) è un allenatore di calcio ed ex calciatore olandese, di ruolo difensore.

## Caratteristiche tecniche
Giocava come difensore centrale.

## Statistiche

### Statistiche da giocatore
| Stagione       | Squadra           | Competizione          | Partite | Gol |
| -------------- | ----------------- | --------------------- | ------- | --- |
| 1991-1992      | BVV Den Bosch     | Eerste Divisie        | 8       | 0   |
| 1992-1993      | Vitesse           | Eredivisie            | 30      | 0   |
| 1993-1994      | Vitesse           | Eredivisie            | 28      | 0   |
| 1994-1995      | Vitesse           | Eredivisie            | 25      | 1   |
| 1995-1996      | Vitesse           | Eredivisie            | 26      | 1   |
| 1996-1997      | Vitesse           | Eredivisie            | 24      | 0   |
| 1997-1998      | NAC Breda         | Eredivisie            | 23      | 1   |
| 1998-1999      | NAC Breda         | Eredivisie            | 17      | 0   |
| 1999-gen. 2000 | NAC Breda         | Eerste Divisie        | 7       | 0   |
| gen.-giu. 2000 | Kickers Stoccarda | 2. Fußball-Bundesliga | 7       | 0   |
| 2000-2001      | Groningen         | Eredivisie            | 19      | 0   |
| 2001-2002      | Groningen         | Eredivisie            | 0       | 0   |
| Totale         | Totale            | Totale                | 214     | 3   |

### Allenatore

#### Nazionale olandese Under-21
Statistiche aggiornate al 27 marzo 2021.
| 2018                    | Paesi Bassi U-21        | Qual. Euro U-21 2019    | Subentrato, 2º nel Gruppo 4, non qualificato | 4  | 2  | 1 | 1 | 50,00   | 7  | 2  | +6  |
| 2019                    | Paesi Bassi U-21        | Qual. Euro U-21 2021    | 1º nel Gruppo 7, qualificato                 | 4  | 4  | 0 | 0 | 100,00& | 19 | 3  | +15 |
| 2020                    | Paesi Bassi U-21        | Qual. Euro U-21 2021    | 1º nel Gruppo 7, qualificato                 | 6  | 5  | 0 | 1 | 83,33   | 27 | 2  | +25 |
| mar.-giu. 2021          | Paesi Bassi U-21        | Euro U-21 2021          | Semifinale                                   | 5  | 2  | 2 | 1 | 40,00   | 11 | 6  | +5  |
| 2021                    | Paesi Bassi U-21        | Qual. Euro U-21 2023    | 1º nel Gruppo 5, qualificato                 | 4  | 3  | 1 | 0 | 75,00   | 12 | 2  | +10 |
| 2022                    | Paesi Bassi U-21        | Qual. Euro U-21 2023    | 1º nel Gruppo 5, qualificato                 | 6  | 5  | 1 | 0 | 83,33   | 20 | 1  | +19 |
| giu. 2023               | Paesi Bassi U-21        | Euro U-21 2023          | 3º nel girone A                              | 3  | 0  | 3 | 0 | &0,00   | 2  | 2  | +0  |
| Dal 2019 a oggi         | Paesi Bassi U-21        | Amichevoli              |                                              | 0  | 0  | 0 | 0 | —       | 0  | 0  | 0   |
| Totale Paesi Bassi U-21 | Totale Paesi Bassi U-21 | Totale Paesi Bassi U-21 | Totale Paesi Bassi U-21                      | 32 | 21 | 8 | 3 | 65,63   | 98 | 18 | +80 |

## Palmarès

### Allenatore
- Coppa dei Paesi Bassi: 1

Groningen: 2014-2015